# Налл
Налл (англ. Knull) — суперзлодей, появляющийся в комиксах издательства Marvel Comics, обычно связанных с Веномом и Карнажем. Является злым божеством, ответственным за создание оружия «Некромеч» и инопланетных рас, известных как симбиоты и экзолоны. Играет важную роль во вселенной Marvel.
Налл считается одним из самых могущественных суперзлодеев Marvel.

## История создания
Налл дебютировал во всей красе в комиксе Venom vol. 4 #3 (август 2018), однако на самом деле появился ещё раньше — в Thor: God of Thunder #6 в качестве безымянного существа. Персонаж неоднократно упоминался в сериях Web of Venom, Guardians of the Galaxy и The War of the Realms. Выступает как главный антагонист первого выпуска серии Silver Surfer: Black Донни Кейтса.
Налл вернулся в комиксе King in Black, где также выступил главным злодеем, цель которого — нападение на Землю со своей армией симбиотов.

## Биография

### Происхождение
Налл — божество, появившееся после разрушения шестой итерации космоса. Первоначально он был доволен тем, что дремал в «бесконечной пустоте», пока не прибыли Целестиалы и не начали создавать 7-ю итерацию космоса — Вселенную Marvel. Пробуждённый «Светом создания» и возмущённый тем, что его царство тьмы подверглось опустошению, Налл создал Некромеч, который использовал, чтобы отрубить голову одному из Целестиалов(изначально - он должен был служить для другой цели в Мультивселенной, но не стал и взбунтовал). Увидев это, другие Целестиалы изгнали Налла в пустоту. Затем он использовал отрубленную голову Целестиала, чтобы выковать симбиота, и объединил его с космическими энергиями головы, что в конечном итоге превратилось в Забвение. Налл непреднамеренно передал симбиотам слабость к высоким звуковым частотам и огню. Он создал симбиотную броню и вместе с выкованным им Некромечом начал убивать других божеств, пока не приземлился на безымянной планете, где Горр забрал Некромеч у Налла, который был недееспособен.
В конце концов Налл пробудился и обнаружил, что может связать свою живую бездну с «низшими существами» и контролировать их новые формы как вассалов. Он создал армию симбиотов и использовал их для распространения по вселенной, таким образом создав «улей симбиотов» и в процессе убив «свет и творение». Он продолжал убивать богов, одновременно порабощая других. В какой-то момент к нему подошёл перемещённый во времени Серебряный Сёрфер, который был ослаблен после того, как создал маленькую звезду, чтобы освободить мир из-под контроля Налла. После короткой схватки Налл смог присоединить симбиота к Серебряному Сёрферу, но последний был спасён Эго — живой планетой. Налл достиг Серебряного Сёрфера, пытаясь победить его и вновь заразить своей бездной, но Сёрфер, собравший энергию космоса, создал звезду, которой хватило, чтобы победить Налла.
Когда один драконоподобный симбиот прибыл на средневековую Землю, чтобы захватить планету как часть улья симбиотов, молодой Тор пришёл на помощь жителям деревни викингов и победил дракона, которому жители дали имя «Грендель», в результате чего связь между Наллом и ульем симбиотов разорвалась. Симбиоты, разбросанные по всей вселенной и освободившиеся от контроля Налла, начали соединяться с доброжелательными носителями и узнавать о Божественном свете. Симбиоты восстали против своего бога и заточили его внутри искусственной планеты, образованной из миллиардов симбиотов, которой они дали название Клинтар — «клетка» на их языке.

### Встреча с Эдди Броком
Спустя тысячи лет Щ.И.Т. обнаружил тело Гренделя и соединил его части с солдатами, чтобы создать суперсолдат для участия в войне во Вьетнаме. Эта процедура была названа программой «Сим-солдат». Это пробудило Налла, позволив ему взять под контроль сим-солдат, которые стали злодеями, прежде чем были схвачены Ником Фьюри и Логаном, за исключением одной части по имени Рекс, которая вырвалась из-под контроля Налла. Спустя годы Эдди Брок (Веном) неосознанно освободил Гренделя, и после битвы с Эдди и Человеком-пауком дракон-симбиот начал искать Рекса, чтобы освободить Налла. Однако симбиот Веном соединился с Рексом и запер Гренделя в доменной печи, испепелив и его, и Рекса. После этого Творец и проект «Надзор» извлекают кодекс Гренделя из печи.

### Освобождение
В комиксе Рождение Карнажа, после того, как Скорн присоединилась к культу, поклоняющемуся Наллу, она украла кодекс Гренделя и тело умершего Клетуса Кэседи, и после имплантации кодекса в Клетуса, кодекс симбиота Карнажа был поглощён Гренделем, в результате чего Грендель становится богоподобным. Клетус решил освободить Налла, собрав кодексы всех, кто когда-то соединялся с симбиотом, чтобы перегрузить разум симбиотов и рассеять Клинтар. Клетус воссоединяется с Доппельгенгером и Визг и они реформируют культ, поклоняющийся Наллу, и возвращаются в Довертон, штат Колорадо, где получают кодексы от жителей и животных, заражённых Карнажем во время событий комикса Карнаж США.
Во время Абсолютной резни Карнаж становился всё сильнее, а связь между Наллом и симбиотами ослабевала, о чем свидетельствовует, когда Фэйдж, Агония, Лэшер, Райот и Крик также стали испорченными. Налл пробудился после того, как Тёмный Карнаж обманом заставил Эдди забрать оставшиеся кодексы. Налл быстро уничтожил Клинтар, создал драконью броню и объединил составляющих его симбиотов во флот симбиотов-драконов. Налла выследил Рэйф, который хотел, чтобы Налл удалил экзолона (паразит, который питается душой носителя) из его тела. Налл рассказал Рэйфу, что экзолоны были просто его неудачным экспериментом над симбиотами, и он выбросил этот «мусор» в «Экзотерическую широту». Налл оделил экзолона от тела Рэйфа, превратив его в свой меч, и отбросил Рэйфа в космос. Вскоре он возобновил свою кампанию против мира, отправившись на Землю, используя живую бездну, чтобы привлечь целые планеты на свою сторону, преследуя Эдди кошмарами, и ненадолго навязал своё влияние на Дилана Брока, чтобы заставить его быть верным Империуму симбиотов.

### Покорение Земли и смерть
Стражи Галактики расследуют смерть императора Зн’ркса Стоте во время заседания Галактического Совета в Просцениуме и приходят к выводу, что за это ответственны Читаури, Миротворец и Профитер, спустя некоторое время после событий сюжетной линии «Эмпирея», Зоралис Гупа с планеты Сильнюс принимает срочный вызов, упоминая собеседника, чтобы предупредить все соседние системы. Он говорит Виктории, что это конец всего, так как начинают гибнуть различные планеты, а галактическая экономика становится настолько хрупкой, что может обанкротиться. Зная, что ей не удастся получить прибыль, Профитэр телепортирует Миротворца и биобомбу прочь. Зоралис Гупа заявляет Супер-Скруллу и всем присутствующим, что нечто более тёмное, чем Галактус, разрушает миры, и имя ему — Налл. Император Халклинг отправляет Талоса исследовать базы Кри и Скруллов, которые погрузились во тьму вместе с Ав-Ромом, Кией, М’ланцем, Доблестью и Тарной. Через два дня армада Альянса Кри / Скрулла во главе с генералом Каламари находит спасательную капсулу Талоса, который рассказывает Каламари о том, что произошло во время его миссии, в ходе которой он столкнулся с Наллом. Талос сообщает Каламари, что сигнал бедствия на его спасательной капсуле — это предупреждение о приближении Налла. Снаружи корабля Налл оседлал дракона-симбиота, бросившись в атаку.
В начале сюжетной линии комиксов Король в чёрном Эдди Брок предупреждает Мстителей о приближении Налла, который выпускает драконов-симбиотов на Землю, а Мстители, Фантастическая четвёрка и Люди Икс сражаются с ними, даже когда Наллу показывают, что его симбиоты одержимы Целестиалами Аричем Судьёй и Тефралом Землемером. Капитан Америка отдаёт команду другому тяжёлому бойцу, которого они завербовали, им оказывается Часовой. Он забирает Налла на орбиту Земли и пытается сделать то же самое, что когда-то сделал с Карнажем, но Налл выбирается, узнав, что случилось с Карнажем в тот раз. Налл ломает Часового и поглощает пустоту, когда она выходит его тела. Веном и Капитан Америка реагируют на это, но Железный человек призывает их отступить. Налл заставляет своих драконов-симбиотов сформировать сферу вокруг Земли, чтобы отрезать её от Солнца, и заставляет живую бездну поглотить некоторых супергероев, включая Шторм, на что реагирует Профессор Икс. Эдди, в образе Венома, отправляется на встречу с Наллом и предлагает ему свои услуги. Последний хватает Венома, узнав того, кто убил Гренделя, и говорит Эдди, что ищет Дилана Брока. Когда Эдди умоляет Налла взять его вместо Дилана, Налл вырывает у Эдди симбиота и впитывает его в своё тело, планируя впитать в себя и Дилана. Затем Налл сбрасывает Эдди на улицы, покрытые симбиотами. Налл узнаёт, где находится Дилан, и собирается забрать его, когда появляется Тор. Вместе Тор и Дилан помогают освободить некоторых заражённых симбиотами героев, включая Халка. Тор и Налл сражаются, и Тор одерживает верх, но Налл отвлекает Тора, приводя своих Целестиалов, одержимых симбиотами, и наносит удар Тору в спину. Налл планирует взять контроль над Диланом, так как у него есть кодекс симбиотов, но Дилан отбивается, освобождая Циклопа, Невидимую леди, Доктора Стрэнджа, Чёрную кошку и Человека-факела. Доктор Стрэндж превращается в более сильную форму, и вместе герои дают отпор симбиотам. Нэмор, Тор и Шторм наносят тяжёлый урон, а Джин Грей с помощью экстрасенсорных способностей обездвиживает Налла, видит его прошлое и понимает, что Бог Света (Загадочная сила) — это единственный, что может уничтожить Налла, прежде чем он потеряет сознание. Серебряный Сёрфер прибывает туда, где находится Загадочная сила, и освобождает его от симбиотов. Налл мучается от боли, а Эдди выбирают новым Капитаном Вселенной. Когда Серебряный Сёрфер выходит в бой против Налла, последний вспоминает своё предыдущее сражение с ним. С помощью Бога Света Серебряный Сёрфер принимает хромированную форму и превращает свою доску для сёрфинга в меч, а Налл трансформирует свою броню. Когда Налл начинает сражаться с Серебряным Сёрфером, члены Мстителей, Фантастической четвёрки и Людей Икс бросаются на Налла, чтобы помочь Сёрферу. В этот момент появляется Веном, превратившийся в Капитана Вселенной, и заявляет, что дальше он разберётся с Наллом сам. Веному удаётся использовать Мьёльнир и доску для сёрфинга Серебряного Сёрфера, которую он затем объединил в боевой топор в форме эмблемы паука на груди Венома. Используя свой боевой топор, Веном начинает пробивать себе путь через драконов-симбиотов, заметив, что Налл боится. Налл даже выпускает на помощь управляемого симбиотами небесного дракона, но Веном обезглавливает его. Веном срывает с Налла броню, однако последний заявляет, что тьма в Дилане. Веном хватает Налла, взлетает в воздух и пробивает барьер из симбиотов, окружающий Землю, где Налл заявляет, что пустота вечна, а у бездны есть зубы. Веном заявляет, что ему всё равно, прав ли он, погружает руку в солнце и использует Силу Вселенной, чтобы испарить Налла. В результате смерти Налла Веном заявляет, что теперь Эдди новый бог симбиотов.

## Силы и способности
Налл — первобытное божество, обладающее сверхсилой, ловкостью, бессмертием и способностью к исцелению. Он обладает Высшим Умбракинезом, поскольку может проявлять тьму для создания оружия и существ, которых он называет «Живая бездна», которыми он может управлять, а также увеличивать их силу. Благодаря этому Веном обрёл новые способности, а также это позволило одному из драконов Налла быть таким же быстрым, как Серебряный Сёрфер, и невосприимчивым к огню и высокочастотным звукам. Налл также обладает ограниченными способностями к перевоплощению, включая способность превращать свой человекоподобный рот в клыкастые челюсти с удлинённым языком — эта способность передалась симбиотам. Он также является опытным бойцом, используя «Некромеч вечной тьмы» для убийства Целестиалов и других богов, нося при этом броню из материи симбиота. Броня Налла украшена красным драконом и спиральной эмблемой, которая была основана на спирали Каркозы из телесериала «Настоящий детектив».

## Критика и отзывы
В своём первом появлении персонаж был принят положительно, а сайт Comic Book Resources провёл сравнение с двумя другими злодеями Marvel: Морланом и Дракулой. Comic Book Resources раскритиковал дизайн персонажа, назвав его неоригинальным, похожим на большинство других злодеев и не соответствующим его характеру, заявив, что персонаж был бы лучше, если бы он был более похож на своё творение. Сайт Bleeding Cool заявил, что «это новая увлекательная история, которая переопределяет симбиотов во вселенной Marvel».
Налл занял первое место в списке «самых могущественных симбиотов Marvel» по версии IGN.

## Вне комиксов

### Телевидение
- Налл дебютировал в мультсериале Disney XD «Человек-паук: Максимальный Веном». Он впервые появляется в проморолике «Тайная история Венома», где Веном объясняет происхождение симбиотов как клинтаров, живого оружия, используемого Наллом для крестового похода против Целестиалов. Несмотря на победу, Налл отказался от сестёр-симбиотов, посчитав свои первые творения бесполезными для себя. Сёстры-симбиоты потерпели крушение на чужой планете, размножились и соединились с местными жителями, пытаясь найти гармоничную цель в жизни.

### Кино
- Некромеч, оружие Налла, задействовано в фильме «Тор: Любовь и гром» (2022)[41], который входит в медиафраншизу «Кинематографическая вселенная Marvel» (КВМ). Сам Налл не появился, а Некромечом владеет Горр Убийца богов.
- Налл фигурирует в фильме «Вселенной Человека-паука от Sony» «Веном: Последний танец» (2024) в исполнении Энди Серкиса[42][43].

### Видеоигры
- Налл и Древний Веном (Веном, одержимый Наллом) появляются в мобильной игре 2014 года Spider-Man Unlimited.
- Налл появляется в качестве игрового персонажа и босса в режиме «World Boss Legend: Knull» в мобильной игре 2015 года Marvel: Future Fight.
- Налл появляется в качестве игрового персонажа в мобильной игре 2014 года Marvel: Contest of Champions.
- Налл добавлен в качестве игрового персонажа в мобильной игре 2022 года Marvel Snap.
- Символ Налла присутствует на метеорите, на котором Веном попадает на Землю в игре Spider-Man 2 (2023)[44].